# Pürevdordžín Ňamlchagva
Pürevdordžín Ňamlchagva nebo Ňamlchagva Pürevdordž (* 10. července 1974) je bývalý mongolský zápasník – judista a sambista.

## Sportovní kariéra
V mongolské sambistické a judistické reprezentaci se pohyboval od roku 1993 v lehké váze do 71 (73) kg. Připravoval se v armádním sportovním klubu Aldar. Na vrcholné sportovní akce však kvůli mongolské jedničce Boldbátarovi shazoval váhu do nižší pololehké váhy do 65 (66) kg. V roce 1996 se v této váze kvalifikoval na olympijské hry v Atlantě a podobně jako jeho týmové kolegy ho v turnaji zastavil zástupce japonské judistické školy. Ve druhém kole prohrál s Jukimasou Nakamurou na pasivitu za napomínání. V roce 2000 startoval na olympijských hrách v Sydney, kde prohrál v úvodním kole na praporky s Nizozemcem Patrickem van Kalkenem. Po skončení sportovní kariéry pracuje v Aldaru jako trenér.

## Výsledky
| Turnaj            | 1993  | 1994  | 1995                   | 1996                   | 1997                   | 1998                   | 1999                   | 2000                   |
| Turnaj            | 19    | 20    | 21                     | 22                     | 23                     | 24                     | 25                     | 26                     |
| Turnaj            | lehká | lehká | pololehká / lehká váha | pololehká / lehká váha | pololehká / lehká váha | pololehká / lehká váha | pololehká / lehká váha | pololehká / lehká váha |
| ----------------- | ----- | ----- | ---------------------- | ---------------------- | ---------------------- | ---------------------- | ---------------------- | ---------------------- |
| Olympijské hry    |       |       |                        | úč.                    |                        |                        |                        | úč.                    |
| Mistrovství světa | —     |       | —                      |                        | úč.                    |                        | 7.                     |                        |
| Asijské hry       |       | —     |                        |                        |                        | —                      |                        |                        |
| Mistrovství Asie  | 5.    |       | 3.                     | —                      | ?                      |                        | ?                      | 3.                     |